# Aulacoserica diversicornis
Aulacoserica diversicornis är en skalbaggsart som beskrevs av Frey 1974. Aulacoserica diversicornis ingår i släktet Aulacoserica och familjen Melolonthidae. Inga underarter finns listade.